# Porphyromonadaceae

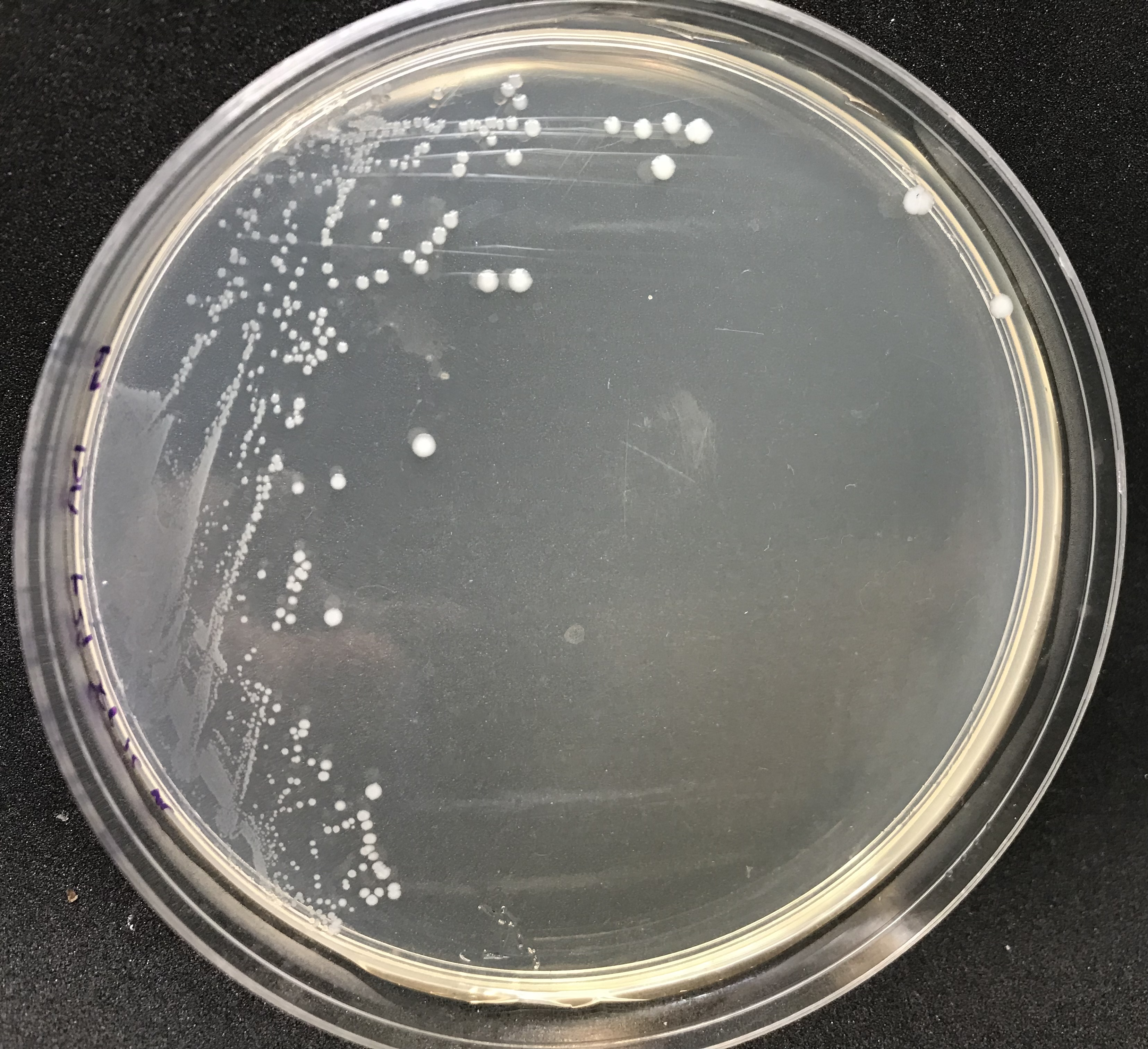

Die Porphyromonadaceae sind eine Familie von Bakterien. Die Typusgattung ist Porphyromonas. Einige Arten können Parodontitis verursachen.

## Erscheinungsbild
Viele Arten haben stäbchenförmige Zellen, einige ähneln eher Kokken, sind also eher kugelförmig. Tannerella forsythia hat fusiforme (spindelförmige) Stäbchen. Die Stäbchen von Paludibacter haben runde oder leicht zugespitzte Enden. Die Arten sind nicht motil.

## Wachstum und Stoffwechsel
Alle Mitglieder der Porphyromonadaceae sind chemo-organotroph. Der Stoffwechselweg ist in der Regel die Gärung.
Der Großteil der Arten ist anaerob, einige, wie Arten von Dysgonomonas, zeigen auch Wachstum in Gegenwart von Sauerstoff (fakultativ anaerob). Die Mehrzahl ist saccharolytisch, d. h., sie sind in der Lage, Kohlenhydrate zu vergären. Eine Ausnahme (asaccharolytisch) ist z. B. Porphyromonas gingivalis.

## Pathogenität
Die Art Porphyromonas gingivalis kann Parodontitis verursachen. Auch mit Mundgeruch wird sie in Verbindung gebracht. Porphyromonas endodontalis wird meistens aus infizierten Wurzelkanälchen isoliert. Tannerella forsythia kann ebenfalls an Parodontitis beteiligt sein. Auch die Art Odoribacter denticanis wird mit Parodontitis in Verbindung gebracht.
Neuere Studien weisen darauf hin, dass Porphyromonas gingivalis ein Enzym bildet, welches bestimmte Proteine citrulliniert, wodurch die Bildung von Autoantikörpern gefördert werden könnte, welche rheumatoide Arthritis verursachen.

## Systematik
Die Familie der Porphyromonadaceae wird zu der Ordnung Bacteroidales in der Abteilung der Bacteroidetes gestellt. Es folgt eine Auswahl von Gattungen der Familie:
- Falsiporphyromonas Wagener et al. 2014
- Macellibacteroides Jabari et al. 2012
- Microbacter Sánchez-Andrea et al. 2014
- Oribaculum Moore and Moore 1994
- Porphyromonas Shah and Collins 1988 emend. Willems and Collins 1995

Die Gattung Oribaculum wurde 1995 als Porphyromonas reklassifiziert. Die Gattungen Butyricimonas, erstbeschrieben von Sakamoto et al. im Jahr 2009 und Odoribacter, beschrieben von Hardham et al. im Jahr 2008 werden nun unter der Familie Odoribacteraceae geführt.
Im Jahr 2020 wurden genetische Untersuchungen an den Vertretern der Bacteroidetes durchgeführt, was zu umfassende Änderungen in der Taxonomie führte. Einige früher zu den Porphyromonadaceae gestellten Gattungen wurden zu neu gebildeten Familien transferiert. So wurden z. B. die Gattungen Barnesiella und Coprobacter zu der neu aufgestellten Familie Barnesiellaceae gestellt.